# Didier Ruiz
Pour les articles homonymes, voir Ruiz.
Didier Ruiz, né en 1961 à Béziers, est un metteur en scène de théâtre français,. Il dirige la compagnie des Hommes à Paris avec laquelle il a monté la plupart de ses mises en scène.

## Mises en scène
- 2023 : Mon Amour
- 2022: Céleste, ma planète

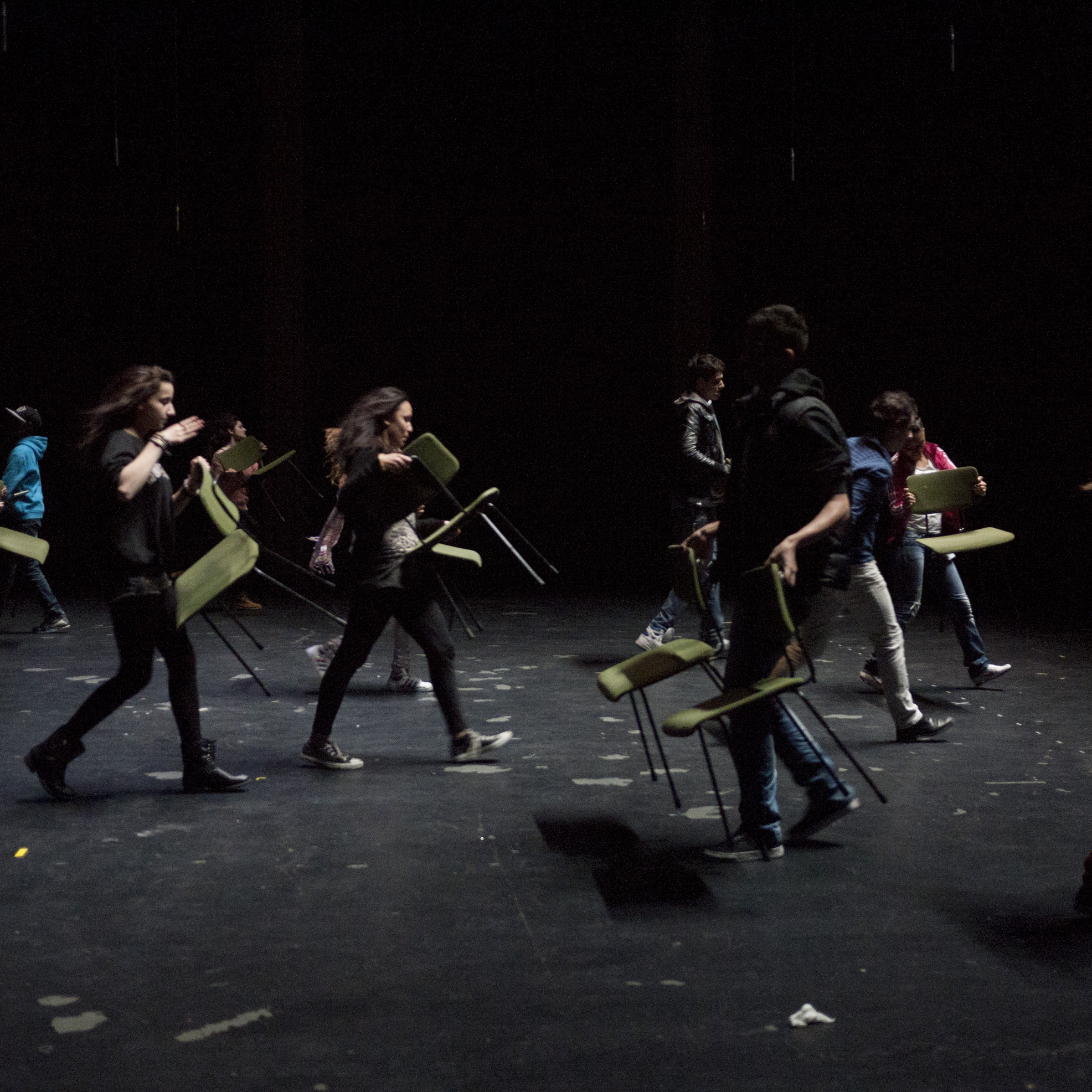
2013 comme possible

- 2022 : Que faut-il dire aux Hommes ?
- 2020 : Grand Bazar des Savoirs
- 2019 : Polar-Grenadine
- 2018 : TRANS (més enllà)
- 2016 : Une longue peine (avec André Boiron, Annette Foëx, Éric Jayat, Alain Pera et Louis Perego)
- 2014 : 2014 comme possible
- 2013 : 2013 comme possible
- 1998 : L’Amour en toutes lettres - Questions sur la sexualité à l'abbé Viollet (1924-1943)